# Nurabad (Lorestan)
Nurabad (perski: نورآباد) – miasto w Iranie, w ostanie Lorestan. W 2006 roku miasto liczyło 56 404 mieszkańców w 12 232 rodzinach.